# Shuchō
Shuchō (japanisch 朱鳥, auch Suchō) ist eine japanische Ära (Nengō) von  August 686 bis September 686 nach dem gregorianischen Kalender. Der vorhergehende Äraname ist Hakuchi, die nachfolgende Ära heißt Taihō. Die Ära fällt in die Regierungszeit der Kaiserin (Tennō) Jitō.
Der erste Tag der Shuchō-Ära entspricht dem 14. August 686, der letzte Tag war der 30. September 686. Die Shuchō-Ära dauerte nur 48 Tage.
| Zeitleiste: Überschneidung japanischer Nengō mit Regierungszeiten der Tennō |
| --------------------------------------------------------------------------- |
|                                                                             |

Die Benennung der Regierungsdevisen (Nengō) wurde zu Beginn noch nicht konsequent angewendet und überschneidet sich mit den Regierungszeiten der Tennō.

## Ereignisse
- 686 Kaiser Temmu stirbt